# Hôtel de Bremond d'Ars (Cognac)
L’hôtel de Bremond d'Ars est un hôtel particulier situé 31 rue de l'Isle-d'Or à Cognac, dans le département de la Charente.